# Agnieszka Kosmatka
Agnieszka Kosmatka, z d. Orłowska (ur. 17 sierpnia 1978 w Toruniu) – polska siatkarka, grająca na pozycji atakującej, reprezentantka Polski. Obecnie trenerka drużyny SPS BoxPro Volley Piła.
Siatkarka bardzo utytułowana na arenie krajowej i przez wiele sezonów kluczowa postać drużyny z Piły, ale po 2000 nie znajdująca większego uznania w oczach kolejnych selekcjonerów reprezentacji Polski (choć sporadycznie do niej powoływana). W drugiej połowie lat 90. była jednakże etatową reprezentantką Polski, m.in. grała dwukrotnie w turnieju finałowym Mistrzostw Europy (1997 i 1999).

## Kluby
- Budowlani Toruń (wychowanka)
- Azoty Chorzów
- Nafta-Gaz/Farmutil Piła (1998–2012)

## Osiągnięcia

### Klubowe
- Złoty medal Mistrzostw Polski 1999, 2000, 2001, 2003
- Srebrny medal Mistrzostw Polski 2006, 2007, 2008
- Brązowy medal Mistrzostw Polski 2005, 2009
- Puchar Polski 2008, 2002, 2003, 2000
- Czwarte miejsce w Final Four Ligi Mistrzyń w sezonie 1999/2000
- Awans do PlusLigi Kobiet z PTPS Piła w sezonie 2010/2011

### Reprezentacyjne
- Dwukrotny start z reprezentacją Polski w turnieju finałowym Mistrzostw Europy – w latach 1997 (6. miejsce) i 1999 (8. miejsce – ostatnie)